# Brass
Brass er en amerikansk stumfilm fra 1923 af Sidney Franklin.

## Medvirkende
- Monte Blue som Philip Baldwin
- Marie Prevost som Marjorie Jones
- Irene Rich som Mrs. Grotenberg
- Harry Myers som Wilbur Lansing
- Frank Keenan som Frank Church
- Helen Ferguson som Rosemary Church
- Pat O'Malley som Harry Baldwin